# Тригубенко, Сергей Николаевич
Серге́й Никола́евич Тригу́бенко (укр. Сергій Миколайович Тригубенко; род. 6 марта 1972, Кегичёвка, Харьковская область, Украинская ССР, СССР) — украинский юрист, государственный деятель. Депутат Верховной рады Украины VIII созыва с 14 ноября 2014 года.

## Биография

### Образование, госслужба
Сергей Тригубенко в 1994 году окончил Славянский государственный педагогический институт по специальности «Труд и профориентация». Имеет специализацию учителя труда, методист по профориентации. В 1995 году закончил Международный институт управления, бизнеса и права по специальности «Бухгалтерский учёт и аудит». В 2001 году окончил Национальную юридическую академию имени Ярослава Мудрого по специальности «Правоведение».
С 1993 по 1995 год работал в средней школе в Кегичёвском районе Харьковской области, затем был юридическим консультантом в агрофирме «Лозовская». С 1997 по 2005 годы служил в органах налоговой милиции Харьковской области. В 2005 году стал заместителем председателя Государственной налоговой администрации в Харьковской области.
С 2005 по 2007 год работал заместителем председателя правления Национальной акционерной компании «Недра Украины» в Киеве. После этого стал заместителем начальника коммунального предприятия «Киевский метрополитен».
В феврале 2008 года распоряжением Кабинета министров Украины назначен на должность заместителя министра охраны окружающей природной среды Украины. С 31 марта 2010 по 8 апреля 2011 года работал заместителем министра аграрной политики и продовольствия Украины.
С 29 ноября 2011 по 25 мая 2012 года — председатель Государственной инспекции сельского хозяйства Украины.

### Политическая карьера
14 ноября 2014 года был избран в Верховную раду Украины VIII созыва от Блока Петра Порошенко «Солидарность» (№ 46 в партийном списке). В парламенте стал Председателем подкомитета по вопросам с государственной политике в сфере обращения с отходами Комитета по вопросам экологической политики, природопользования и ликвидации последствий Чернобыльской катастрофы.
25 декабря 2018 года включён в санкционный список России.

## Скандалы

### Расследования о бизнесе Тригубенко
Согласно данным журналистского расследования, Сергею Тригубенко принадлежит 50 % акций компании Grotelisa Holdings Ltd (остальная часть контролируется Николаем Злочевским), которая, в свою очередь, контролирует 50 % акций кипрской Kostinia Trading Ltd. (вторая половина принадлежит экс-президенту Украины Виктору Януковичу). Группа Kostinia Trading Ltd. владеет украинскими компаниями ООО «Украинский центр обращения с отходами», ООО «Тарком Сервис», ООО «Научно-производственная фирма „Экоцентр“» и ООО «Научно-производительное предприятие „Экосвит“», которые занимаются мониторингом и утилизацией опасных отходов.
По данным украинских СМИ, Сергей Тригубенко за время своего депутатства стал неофициальном куратором угольной промышленности страны. В сентябре 2015 года харьковская компания ООО «Торговый Дом-Ресурс», акционером и гендиректором которой был Игорь Тупиков, без тендера получила заказ на покупку угля марки «Г» от госкомпании «Центрэнерго» на 520 млн гривен у государственной шахты «Краснолиманская». При этом «Центрэнерго» не может заставить предприятия напрямую поставлять уголь. Ранее «Торговый Дом-Ресурс» принадлежал Тригубенко, а Игорь Тупиков работал помощником народного депутата. Кроме того, ещё один бывший помощник Тригубенко Юлия Семик работает помощником министра энергетики и угольной промышленности Игоря Насалика.

### Полёты на частом самолёте
22 сентября 2016 года журналисты программы «Схемы» (совместный проект Радио «Свобода» и телеканала «UA: Первый») опубликовали сюжет, в котором видно, как Сергей Тригубенко прибывает с бизнесменом Игорем Сало на частном самолёте Gulfstream G200 Galaxy (номер регистрации T7-PRM) из Италии. Один перелёт на таком самолёте стоит порядка 20 тыс. евро.

### Обыск в бизнес-центре «Парус»
В ноябре 2016 года в офисе на 20-м этаже киевского бизнес-центра «Парус» сотрудниками НАБУ был проведён обыск в связи с расследованием выкупа угля государственной шахты «Краснолиманская», которая неофициально контролируется Тригубенко, по заниженной стоимости (около 850 гривен за тонну). Формальным арендатором этих площадей является Игорь Сало. В ходе обыска было изъято 4 млн гривен, компьютерная техника и документы, свидетельствующие о проведении торговых операций с ГП «Угольная компания Краснолиманская» и ПАО «Центрэнерго».

### Полёты в Россию на деловые переговоры
В марте 2017 года коллега Тригубенко по партии БПП «Солидарность» сообщил журналистам, что за последние два года депутат побывал в Москве 32 раза. По данным источника, в России Сергей Тригубенко ведёт деловые переговоры с сыном бывшего Генерального прокурора Украины Виктора Пшонки Артёмом Пшонкой.

## Доходы
Супруга Сергея Тригубенко Лариса является руководителем трёх организаций — ООО «МД-Альянс», ООО «М-Тур» и ООО «Лот Тур» и на протяжении нескольких лет значительная часть собственности в электронных декларациях, подаваемых нардепом, была записана на неё. Отец Ларисы Тригубенко Алексей Куличковский является собственником пятикомнатной квартиры площадью 322 м² в Печерском районе Киева.
По данным электронной декларации, за 2016 год Сергей Тригубенко заработал 121 923 гривны, 169 871 гривну ему возместили в связи с выполнением депутатских полномочий. Государство выплатило Тригубенко 168 360 гривен в качестве компенсации найма гостиничного номера, а ещё 149 тыс. гривен были получены в качестве дохода от отчуждения движимого имущества. В то же время, Сергей Тригубенко получил ценный подарок в неденежной форме, стоимость которого не была указана. Супруга Лариса благодаря предпринимательской деятельности заработала 843 тыс. гривен. Сергей Тригубенко указал 460,5 тыс. долларов наличных средств, у супруги было 205,5 тыс. долларов наличными. Также депутат одолжил третьим лицам 149 тыс. гривен. Из недвижимого имущества депутату принадлежали жилой дом площадью 250 м² в Кегичёвке и земельный участок площадью 1200 м². Лариса Тригубенко указана в качестве собственницы следующих объектов: квартира в Харькове площадью 125 м², здание бизнес-центра площадью 1101 м² в Кегичёвке, там же — нежилое здание площадью 208,3 м², здание отеля и кафетерия площадью 583,9 м², надстройка этажа жилых помещений площадью 271,4 м², гараж площадью 276,4 м², а также земельный участок площадью 472 м². Супруга депутата задекларировал автомобиль Lexus RX350 2007 года выпуска. Народный депутат указал в электронной декларации две единицы оружия — охотничье ружьё Krieghoff и винтовку Desert Tech HTI.

## Награды
Заслуженный юрист Украины — Указ президента Украины от 20 января 2010 года.

## Семья
Супруга — Лариса Алексеевна Тригубенко (Куличковская), есть дочь и сын Александр. В 2016 году Александру была подарена квартира на Днепровской набережной Киева, которая была указана в качестве юридического адреса регистрации компании «Лот Тур», владельцем которой является Лариса Тригубенко.
Брат, Виталий Тригубенко (род. 1981), 1 июля 2016 года был назначен Юрием Луценко на должность руководителя Прокуратуры Херсонской области.